# Geomarketing
Geomarketing je možné chápat jako nový obor, který se vyvíjí v oblasti marketingu. Jedná se o nástroj, který při plánování a implementaci aktivit v oblasti marketingu či obchodu používá GIS (geografický informační systém). Geomarketing spojuje získané poznatky z oblasti geografie, velké množství statistických údajů a kvalitně fungující informační systémy. V současně době se dá říci, že je geomarketing velmi drahocenný nástroj.
Na základě geografické polohy je možné určit rozmístění jednotlivých odběratelů na stanoveném území. Geomarketing pracuje tedy s adresnými daty, ke kterým přiřazuje jejich hodnoty a atributy. Geomarketing dává možnost lépe se zaměřit na trh či daný segment. Firma díky němu může lépe zmapovat oblast prodeje a díky tomu efektivněji plánovat. Principem geomarketingu je zpracování digitálních map, které je možné vytvořit díky informacím získaných při výzkumech. Díky tomu je možné rozpoznat chování lidí na určitém území a z různých hledisek (ekonomického, sociodemografického).

## Základní úlohy
Mezi základní úlohy, na které může být využit geomarketing jsou:
- analýza kupní síly a obchodních dat v daném regionu,
- zhodnocení, jak jsou prodejny pro lidi dostupné,
- určení, kolik km musí lidé do prodejny dojíždět a analýza těchto cest,
- stanovení příslušných reklamních nástrojů,
- zobrazení zákazníků na mapách podle stanovených parametrů,
- na základě nabídky a poptávky určení silných a slabých stránek, příležitostí a hrozeb.[1]

## Potřebná data
Pro tvorbu marketingových analýz je zapotřebí mít kvalitní data, která musí být co nejpřesnější a nejpodrobnější. Nejčastěji jsou získávána data z Českého statistického úřadu. Příkladem těchto dat mohou být demografické informace – věk, zájmové a profesní skupiny, kupní síla, aj. Spojením těchto dat s nástroji geomarketingu vzniká velmi efektivní kombinace, která na základě korelací nabídkových, poptávkových, tržních a prodejních dat dokáže odvodit přesné zacílení jak reklamních tak i informačních činností.
Dalším zdrojem jsou data z marketingového výzkumu na principu příčina – jev – důsledek – následek. Prognostický marketingový regionální výzkum spojený s geomarketingem pomáhá k prognózování a odhadu rizika, což zajišťuje kvalitnější fungování kampaní.

## Pokročilejší využití
V navigacích se nacházejí navigační mapy GPS, které obsahují POI neboli vrstvy bodů zájmu. Právě sem je možné zařadit síť poboček či prodejen a díky tomu získat informace pro geomarketing. Moderním přístupem je také používání Bluetooth, které se dá aplikovat při promoakcích či na veletrzích.
Geomarketing je možné využít pro navigaci uvnitř nákupních center. Na trhu existuje aplikace, která pomocí webu nabízí možnost 3D prohlídky budovy. Hlavním cílem této aplikace je poskytnout jí uživatelům v daný čas na správném místě, proto je určená do chytrých telefonů či přístrojů s dotykovým displejem. Umožňuje uživatelům najít pobočku firmy a snadněji se po ní pohybovat. Tuto aplikaci uvedla na trh společnost 3D technologies R&D. Existují také nákupní košíky se zabudovanou GPS, které umožňují určit, jak se kupující po obchodním centru pohybuje.

## 4P geomarketing
4P geomarketing je doplnění 4P marketingu o geografické informace.
- G1P - Aby bylo možné provést průzkum trhu, je nutné si nejdříve vybrat vhodné území. Tomuto se převážně věnují tzv. territory manažeři, kteří mají z pohledu marketingu na starosti dané území. Pokud je vybrané území větší, každému manažerovi je přidělena určitá jeho část. Vhodné území je možné vybrat prostřednictvím geografického systému. Každý manažer má za úkol do systému zadat informace o tom, na jakém území prováděl marketing. Mohla by totiž nastat situace, že do vybraného místa nevede silnice a proto je nutné brát v potaz, jak se na dané místo dopravit.
- G2P - z hlediska marketingu je důležité mít rovněž demografické údaje o zákaznících. Mezi tyto údaje patří např. údaje o věkové struktuře, příjmech, pohlaví, vzdělání, národnosti, povolání apod. Pomocí geografického informačního systému je možné zjistit, jaký je počet určité skupiny zákazníků a v jaké oblasti se nacházejí.
- G3P - rovněž nezbytně nutné je zákazníky informovat. Mezi nejčastější způsoby patří letákové akce, zaměřené na široké spektrum zákazníků (plošné letákové akce) nebo na konkrétní zákaznický segment (cílené letákové akce). Většina lidí však mylně spojuje geomarketing převážně s touto částí marketingu, tedy s direct marketingem. Direct marketing je ale pouze jednou z jeho součástí. Jen toto ale nestačí, je důležité uvažovat všechny G4P.
- G4P - na základě výstupů z geografického informačního systému je možné určit, která oblast je nejvhodnější pro nabízení zboží a kam jej následně distribuovat.[3] nebo[3]

## Geomarketing za využití mobilního operátora
V dnešní době vlastní velké procento lidské populace mobilní telefon a s ním i telefonní číslo. Mobilní operátoři rozhodně nestrádají a rozhodně si nemohou stěžovat, že by měli málo zákazníků, případně uživatelů jejich služeb. Je ovšem jasné, že za ty roky, co mezi lidmi kolují mobilní telefony, šla technologie kupředu a také služby operátorů, kteří chtějí vydělávat, jsou zase jiné než před dvaceti lety. Procento výdělků za volání a psaní SMS u každého operátora pomalu ale jistě bude klesat. Netvrdím, že se přestane telefonovat a psát, ale cena za tyto služby je oproti historickým cenám nízká a za trojcifernou částku dnes není problém užívat služby, které byly nabízeny ještě před deseti lety za čtyř až pěti cifernou částku. Ano platí to i na našem území. Operátoři musí najít způsob, jak tyto ušlé zisky nahradí. A jedna z možností je outsourcování geomarketingových služeb.
Mobilní operátoři mají velké základny uživatelů a snaží se maximalizovat počet uživatelů se závazky - typicky uživatelé s paušálem. To může mít pro obě strany výhody, ale pro operátora je to dost zásadní (žádný operátor není armáda spásy a hlavní je vydělat). Takový operátor má totiž v ideálním případě jistotu, že daný uživatel bude po předem sjednanou dobu užívat předem sjednané služby, navíc může získat základní informace o uživatelích. Každý takový uživatel musí udat informace o své osobě jako je například jméno, příjmení, bydliště, věk atd. Toho lze samozřejmě využít i právě při geomarketingu.

### Mobilní operátoři, informace o uživatelích a geomarketing
Pokud uzavíráte smlouvu s mobilním operátorem na nějaký tarif, tak se můžete ve smlouvě pozastavit nad bodem, kde se píše, že vám budou chodit zprávy s reklamním obsahem. A zde to všechno začíná. Mobilní operátoři mají o svých uživatelích celkem zajímavé informace, které jsou jako stvořené pro cílenou kampaň na konkrétní skupiny lidí.
Informace o uživatelích můžeme jednoduše dělit na:
- Identifikační informace - Takové informace, které o sobě uživatel sdělí operátorovi při uzavření smlouvy. Údaje jako jméno příjmení, adresa bydliště, věk atd.
- Behaviorální informace - Každý člověk se během svého života nějak chová, má své postoje, hodnoty, každý je zkrátka jedinečný. I jednotlivé prvky základny mobilních operátorů - zákazníci, promítají svoje chování při používání služeb svých mobilních operátorů. V tomto bodě přichází na řadu informační technologie a statistika. Mobilní operátor může s určitou přesností odhadnout, jací jsou jeho uživatelé. To vše na základě statistik chování - tedy toho, jak často využívají uživatelé jednotlivé služby. Tímto způsobem je tedy možné zjistit například to, zda je konkrétní uživatel zadaný/nezadaný, zda je introvert/extrovert a další vlastnosti, které je možné vyvodit z jeho chování v rámci mobilní sítě.
- Geolokační informace - Asi každému přišla po přechodu hranic se sousedním státem SMS typu "Vítejte v Německu......". To je ideální příklad toho, že i informace o přibližné poloze mají mobilní operátoři k dispozici. Operátor tento údaj může zjistit na základě přijímání a vysílání signálu mezi mobilním telefonem a vysílačem.

Pokud tyto tři zmíněné typy informací přidělíme k danému uživateli, tak dostáváme detailní popis člověka, kterého je možné oslovit.

### Fungování v praxi
Způsobů, jak může operátor oslovit uživatele, kteří souhlasili s tím, že jim bude zasílán reklamní obsah je několik. Od cílených emailů až po osobní telefonát. Nejzajímavější pro geomarketing je ovšem oslovení za pomoci SMS/MMS na základě geografické polohy, v případě mobilních operátorů přibližné geografické polohy. V praxi to tedy může znamenat, že si někdo u mobilního operátora zadá zakázku na oslovování za pomoci SMS/MMS na základě geografické polohy a popíše koho a kde oslovit. Je důležité úkol správně zadat a vědět, koho a kde danou osobu oslovit. Jak je již dříve zmíněno, mobilní operátoři mají relativně detailní popis uživatelů svých služeb a není pro ně problém osoby se zadanými vlastnostmi, vyskytující se na zadavatelem zadaném území kontaktovat pomocí SMS/MMS s reklamním sdělením. Když informační systém mobilního operátora vyhodnotí, že se osoba dle zadaných parametrů vyskytuje na zadavatelem zadaném území, tak je zpráva se zadaným textem odeslána na telefonní číslo vyhovující osoby.

### Modelová situace
Představte si, že vlastníte nově otevřenou seznamovací kavárnu. Nic podobného široko daleko není a vy chcete informovat zainteresovanou část veřejnosti, že se něco podobného v její blízkosti nachází. Je možné rozdávat různé letáčky, ale buď to bude neefektivní, nebo budete muset platit lidi, aby chodili a oslovovali možné zájemce na ulici. Asi nemá cenu říkat, že používání lidí jako propagátory není vždy efektivní, navíc nepracují zadarmo. Pak se tu naskýtá právě možnost outsourcování geomarketingu za pomoci některého z mobilních operátorů za pomoci SMS/MMS. Takovému operátorovi stačí zadat, kolik a jaké lidi chcete oslovit - v našem případě to tedy mohou být jak muži, tak ženy, v určitém věku, dejme tomu ve věku 18–35 let, svobodní, a kteří se budou nacházet ve vzdálenosti například do 2 kilometrů od kavárny. Samozřejmě je důležité i samotné sdělení, takže je zapotřebí vymyslet i text sdělení a svěřit ho operátorovi. Operátorův informační systém tedy pro dané území nastaví požadované hodnoty, a pokud se na daném územ9 zadaná osoba vyskytne, tak jí systém automaticky odešle SMS/MMS zprávu se zadaným textem.

### Klady oslovení za pomoci SMS/MMS a přibližné polohy
- Oslovujeme pouze cílové osoby - Jsou oslovovány pouze osoby dle zadaných parametrů.
- Oslovujeme osoby poblíž bodu zájmu - Pokud se cílená osoba, která by měla zájem o nabízený produkt/službu nachází poblíž bodu zájmu, tak je větší pravděpodobnost, že jí sdělení přinutí k návštěvě bodu zájmu více, než když bude sedět doma na gauči dvacet kilometrů daleko.
- Oslovujeme osoby skrz zařízení, které mají často při ruce - Pokud oslovená osoba vyloženě zprávu nesmaže, tak ji bude mít vždy ve schránce a vždy si ji může opětovně přečíst a samotná zpráva může opět upoutat pozornost dané osoby.[4]

### Zápory oslovené za pomoci SMS/MMS
- Lidský faktor - Z pohledu zadavatele zde může dojít ke špatnému vytipování cílové skupiny nebo špatné formulaci sdělení. Z pohledu cílové osoby může dojít k různým pro zadavatele nežádoucím jevům jako je ignorování sdělení, smazání sdělení nebo zapomenutí.
- Problém operátora - I operátor může úspěšnost oslovení ovlivnit. A to hlavně ve dvou bodech:
  - Špatná interpretace informací o uživatelích - V některých případech může zadavatel požadovat oslovení uživatelů na základě behaviorálních vlastností lidí. Zde může u operátora nastat špatná interpretace dat ohledně užívání služeb. Například uživatel, o kterém si mobilní operátor myslel, že je svobodný/nezadaný (volá jednou za měsíc, nepíše SMS a internet v mobilu používá minimálně) může být ve skutečnosti zadaný, jen komunikuje jinak než za pomoci mobilního telefonu.
  - Nevyhovující základna uživatelů - Je třeba si uvědomit, že operátor oslovuje pouze své uživatele a ne uživatele konkurence (tedy pokud zadavatel do zadání nepřidá, že chce oslovit i uživatele, na které má kontakt). To znamená, že nikdy nemůže oslovit úplně všechny vyhovující osoby, ale pouze ty, které má ve své databázi. Může nastat i extrémní situace, že na daném území bude mít operátor zrovna minimum uživatelů s danými parametry.
- Morální pohoršení - Někteří lidé mohou být pohoršeni tím, kolik toho o nich mobilní operátoři ví a k čemu to lze využít.[4]

## Geomarketing v praxi
Služby geomarketingu poskytují provozovatelé poštovních služeb. Je to logické, právě tito poskytovatelé mají údaje o zákaznících, komu doručují letáky, dopisy, balíky, znají jejich adresy, způsob bydlení i dojezdové vzdálenosti.
- Poštovní služby - Poskytovatelé poštovních služeb, jako jsou Česká pošta, Česká distribuční, a.s.[5] a Mediaservis nabízejí klientům své databáze, které jsou nápomocny k zacílení segmentu. Například, když přijde prodejce potřeb pro adrenalinové sporty, jeho cílovou skupinou jsou tedy mladí lidé s vyššími příjmy a on potřebuje zjistit, kde tento segment žije. Zde už přichází do role právě firma poskytující geomarketing. Celou ČR má rozdělenou do několika okrsků, kde do každého z nich spadá určité množství domácností. Klientovi tak doporučí přesně ty okrsky, kde najde potřebné zákazníky a nemusí tak plýtvat náklady na tisk a rozesílání neadresných letáků po celém území ČR a to ani těm rodinám, které si doručování letáků nepřejí. V případě, že nepotřebuje zákazník rozesílat letáky, ale chce rozšířit nebo umístit nové prodejny, se dá opět využít geomarketingu. Pomocí geo dat lze snadno zjistit, kde má provozovny konkurence a kde není trh obsazen. Je možné také získat informace o dopravní dostupnosti podniku, o vhodných místech pro umístění billboardů, navigačních cedulí apod.[6]
- Supermarkety - Brouzdáte po obchodě, nevíte, co si koupit, co budete vařit k obědu. Konečně se po strastiplném rozmýšlení a přecházení od jednoho regálu ke druhému dostáváte k pokladně, kde na pás vyložíte zboží, z něhož je většina taková, pro kterou jste do obchodu ani nešli a to, pro co jste šli, vám tam stejně chybí. Přijdete na řadu, pokladní vám s radostí namarkuje vše, co jste vyložili a jako bonus se vás zeptá na poštovní směrovací číslo. Myslíte si, že vedení zkoumá vaši spokojenost? Kdepak, jde jim o to, kam vám mají zaslat letáky a kolik v jejich obchodě utrácíte. A co takové věrnostní karty? Každý z nás jistě nějakou v peněžence najde, ať je to Club Card, Billa Club, Ikea Family, DM active beauty nebo věrnostní karty obchodů s oblečením. Zaregistrováním takovýchto karet dáváte firmě zcela zadarmo a především s vaším souhlasem veškeré informace o vaší osobě. Vedení společnosti tak zná vaše jméno, bydliště, kontakt a jednoduše si analýzou vašich nákupů zpracuje váš vzorec nakupování. Podle toho přesně ví, kam a komu mají poslat letáky a taky vám pošlou slevu podle toho, co nejčastěji nakupujete.[2]
- Foursquare - Jedná se o geolokační službu, která umožňuje sdílet klientovu aktuální polohu pomocí Check-inů, neboli přihlášení na konkrétních místech tzv. Venues. Pojem Venues znázorňuje virtuální místa, která jsou totožná s místy reálnými, např. hospoda Na Růžku bude mít svoji Venue Na Růžku a bude tam mít zaznamenány údaje jako adresa, telefon nebo např. Facebook účet.[7]
  - Propojení Foursquare s Facebookem a Twitterem - Nejen s přáteli na Foursquare, ale také na Facebooku nebo Twitteru může klient sdílet své check-iny. Stačí si pouze propojit účty v nastavení svého Foursquare účtu. Pokud ale uživatel nechce, aby někdo z Facebooku nebo Twitteru věděl, kde se nachází, není nutné polohu sdílet vůbec, ale daný check-in se mu samozřejmě započítá. Toto sdílení na další sociální sítě je velkým přínosem. Chystáte se např. do výše zmíněné hospody Na Růžku, ale ještě nikdy jste tam nebyli? Nevadí. Stačí se podívat, zda někdo z Vašich přátel neprovedl dřívější check-in a nenapsal zkušenosti s touto hospodou. Například, že v ní můžete najít široký výběr piv, výborný nakládaný hermelín, příjemnou obsluhu apod. Co je velmi zajímavý bonus klientových prováděných check-inů je možnost podniků to svým hostům náležitě oplatit. Nabídnou zákazníkům tzv. Special. To znamená, že za check-in, nebo za dané množství check-inů dostane zákazník slevu, nebo např. kávu zdarma. Kdo má založen pouze Facebook účet a nechce si zakládat účet na Foursquare, ale přesto by rád sdílel své check-iny, nemusí zoufat. Facebook má svoji aplikaci, která funguje na velmi podobném principu jako právě Foursquare. K checkování pomocí Facebook Places je zapotřebí vlastní počítač nebo telefon s geolokací. Přidávat různé lokace uživatele Facebooku mohou, ovšem spravování může provést pouze skutečný majitel obchodu, kavárny, apod. Po ověření, že se jedná o skutečného majitele, umožní Facebook měnit klientům obsah Place Page, vkládat reklamy a vyhlašovat check-in soutěže.[7]